# Grubbs, Arkansas
Grubbs là một thành phố thuộc quận Jackson, tiểu bang Arkansas, Hoa Kỳ. Năm 2010, dân số của thành phố này là 386 người.

## Dân số
- Dân số năm 2000: 438 người.
- Dân số năm 2010: 386 người.